# Sixx
Sixx  est une chaine de télévision commerciale allemande spécialisée pour les femmes. La chaîne est distribuée par câble et satellite et a été lancé le 7 mai 2010 à 20 h 15. Elle fait partie des sociétés regroupées sous la ProSiebenSat.1 Media, fondée par Leo Kirch.

## Identité visuelle (logo)

Logo de Sixx depuis le 7 mai 2010
Logo de Sixx HD depuis [Quand ?]

### Slogan
- Depuis le 7 mai 2010 : Das will ich auch (« Je veux aussi »)

## Séries en cours
- 90210 Beverly Hills : Nouvelle Génération
- Alias (Alias - Die Agentin)
- Parents par accident (Aus Versehen Glücklich)
- Charmed (Charmed – Zauberhafte Hexen)
- Desperate Housewives
- Ed (Ed – Der Bowling-Anwalt)
- Urgences (Emergency Room – Die Notaufnahme)
- Friends
- Grey's Anatomy
- Ghost Whisperer (Ghost Whisperer – Stimmen aus dem Jenseits)
- The Good Wife
- Gossip Girl
- Greek
- Hawthorne : Infirmière en chef
- JAG (JAG – Im Auftrag der Ehre)
- Kyle XY
- Life Unexpected
- Lipstick Jungle : Les Reines de Manhattan
- Mad Love
- Championnes à tout prix
- Melrose Place : Nouvelle Génération
- Missing : Disparus sans laisser de trace (Missing – Verzweifelt gesucht)
- The O.C. (O.C., California)
- Privileged
- Rescue Me : Les Héros du 11 septembre
- Samantha qui ?
- Sex and the City
- Sue Thomas, l'œil du FBI
- The Ellen Show
- The L Word (The L Word – Wenn Frauen Frauen lieben)
- Second Time Around
- La Vie secrète d'une ado ordinaire
- Three Rivers
- Vampire Diaries

## Programmes allemands en cours
- Abenteuer Ferne
- Sex and More
- Anna und die Liebe
- Besser Essen – leben leicht gemacht
- Das Model und der Freak
- Eine wie keine
- Frank – der Weddingplaner
- Germany's Next Topmodel
- Hand aufs Herz
- sixx in concert